# Dimítris Márdas
Dimítris Márdas (grec moderne : Δημήτρης Μάρδας) est un économiste et homme politique grec.

## Biographie
Il est ministre adjoint des Finances dans le premier gouvernement Tsípras entre janvier et août 2015.
En septembre 2015, il est nommé secrétaire d'État aux Affaires étrangères dans le deuxième gouvernement Tsípras.

## Publications
- Dimitris Mardas, « Les échanges intra-branche : le cas des dix États membres de la Communauté économique européenne (CEE) », Revue d'économie industrielle, volume 34, numéro 1, 1985, pp. 71-85.
- Dimitris Mardas, « Les échanges intra-branche entre les États-Unis et la Communauté économique européenne : l'influence de la politique économique américaine », Stratégies, 1988.
- Dimitris Mardas, « The impact of the Internal Market by industrial sector: the challenge for the Member States », European Economy, Special Edition 1990, pp. 177-201.
- Dimitris Mardas, « Intra-Industry Trade in Manufactured Products Between the European Economic Community and the Eastern European Countries », Journal of World Trade, volume 26, n°5, 1992, pp. 5–23.
- Dimitri Mardas, « The Profile of the Industries Supplying the Utilities Sectors in the Southern Regions of the EC », Public Procurement Law Review, 1994.
- Dimitris Mardas, « Spécialisation et échanges intra-branche : reflet de l'absence de politique industrielle commune dans le cas des neuf États membres de la CEE », Économie appliquée, 1994, pp. 127-150.
- Dimitris Mardas, « Technological Innovation, Export Performance and Trade in Manufactured Products », Rivista Internazionale di Scienze Sociali, Anno 102, No. 1, 1994, pp. 17-34.
- Dimitris Mardas, « Statistical performance indicators for keeping watch over public procurement », International Advances in Economic Research, volume 1, numéro 4, novembre 1995, p. 449.
- Dimitris Mardas et Dimitri Triantafyllou, « Criteria for Qualitative Selection in Public Procurement: A legal and Economic Analysis », Public Procurement Law Review, 1995, pp. 145-158.
- Dimitris Mardas et Nikos Varsakelis, « Direct Investment in a Small Open Economy: The Case of Greece », Economia Internazionale / International Economics,  vol. 49, n°3, 1996, pp. 401-415.
- Dimitris Mardas et Dimitri Triantafyllou, « Selection criteria and the award procedure in public procurement », International Advances in Economic Research, volume 3, numéro 1, février 1997, pp. 91-112.
- Dimitris Mardas, Mike Pournarakis et Nikos Varsakelis, « Japanese foreign direct investment in the European union: An extension of the Keiretsu Network? », The Mid-Atlantic Journal of Business, décembre 1998, pp. 189-203.
- Dimitris Mardas, « Tendering procedures and buy-national policies », International Advances in Economic Research, volume 5, numéro 2, mai 1999, pp. 189-203.
- Dimitris Mardas et Nikos Varsakelis, « Public procurement policy and the Czech industry », International Advances in Economic Research, Volume 6, Numéro 3, août 2000, pp. 488-497.
- Dimitris Mardas, « Performance Indicators for Monitoring the Public Procurement », Public Finance, vol. 52, issue 3-4, 1997, pages 411-28.
- Yiannis L. Bakouros, Dimitris Mardas et Nikos Varsakelis, « Science park, a high tech fantasy?: an analysis of the science parks of Greece », Technovation, Volume 22, Issue 2, février 2002, pp. 123–128.
- Dimitris Mardas et Thomas Moutos, « The EU-Turkey Customs Union and Greece: Who is the loser? », International Advances in Economic Research, Volume 8, Numéro 4, novembre 2002, pp. 275-286.
- Dimitris Mardas, « The latest enlargement of the EU and "buy national" rules », World Economy, volume 28, numéro 11, 2005, pp. 1633-1650.
- Dimitris Mardas, George Papachristou et Nikos Varsakelis, « Public Procurement and Foreign Direct Investment Across France, Germany, Italy and the UK », Atlantic Economic Journal, volume 36, numéro 2, juin 2008, pp. 183-193.
- Dimitris Mardas et Christos Nikas, « European Integration, Intra-industry Trade in Vertically Differentiated Products and the Balkan Countries », International Advances in Economic Research, volume 14, numéro 4, novembre 2008, pp. 355-368.
- Dimitris Mardas, « Economic Integration and Intra-industry Trade Between the European Community and the Western Balkan Countries », Transition Studies Review, volume 15, numéro 3, décembre 2008, pp. 511-523.
- Dimitris Mardas et Christos Nikas, « Trading and investing in the name of: economic relations between Greece and FYROM », Southeast European and Black Sea Studies, volume 8, numéro 3, 2008, pp. 253-267.
- Dimitris Mardas, « Stabilization and Association Agreements (SAAs), Europe Agreements, and Public Procurement », Atlantic Economic Journal, volume 38, numéro 3, 2010, pp. 331-343.
- Dimitris Mardas, Sophia Philippidou et Phaidon Theofanitis, « How work context affects public employee cognitions », International Advances in Economic Research, volume 18, numéro 1, février 2012, pp. 102-110.